# Вер (Жиронда)
Вер (фр. Vayres) — коммуна на юго-западе Франции, в регионе Новая Аквитания, департамент Жиронда. Население — 4177 человека.

## Расположение
Вер находится в регионе Entre-deux-Mers, на левом берегу реки Дордонь, в зоне достопримечательности Бордо, соответственно являясь деревней-спутником Бордо и соседнего города Либурн.
Вер располагается в 6,6 км западнее города Либурн, 12,4 км на юго-запад от Сен-Эмилион и 21,5 км на северо-восток от Бордо.

## Замок Вер
Замок Вер (Château de Vayres), ремоделирован Луи де Фуа (Louis de Foix) (ум.1611)
Замок был продан королем Генрих IV в 1583 Ожье де Гургу в плачевном состоянии. Тот нанял Луи де Фуа.
|  |
|  |

## История
Вер был населён с древних времён. Он находился на римской дороге соединявшей бурдигалу (нын. Бордо) и Венсунну (нын. Перигё). В то время это был посёлок с рынком, но постепенно развивался благодаря своему расположению на скалистом выступе выходящем на слияние рек Гестас и Дордонь, где был построен замок. Вер был баронством, а затем маркизатом с богатыми и властными сеньорами. Первыми письменными упоминаниями сеньоров Вера были записи о пожертвованиях, написанные между 1060 и 1086 годами. В 11 веке Вером и Леспар-Медок владели сеньоры из семьи Гомбо, так же арчбишоп Бордо в конце 10 века. Во время Великой французской революции прихожане Сент-Жан де Вер стали коммуной Вер.

## Этимология
Название Вер (Vayres) происходит от Varatedo, владений кого-то по имени Varus в галло-романскую эпоху.
В 1060 году засвидетельствован приход в Sanctus Johannes de Vayras, далее упоминается в XIII и XIV веках.